# Ornamento e Crime
Ornamento e Crime é um filme luso-brasileiro de 2015, do gênero drama e suspense, dirigido e escrito por Rodrigo Areias. Foi lançado comercialmente em 23 de março de 2017, em Portugal.

## Sinopse
O detetive Espada (Vitor Correia) e sua amante se envolvem em esquemas de extorsão de uma grande máfia da construção civil. Um documentarista está realizando seu trabalho encomendado, mas antes de finalizá-lo ele é assassinado.

## Elenco
- Vítor Correira ... Detetive Espada
- Tânia Dinis ... Maria do Céu
- Djin Sganzerla ... Kera
- António Durães ... Gonçalves
- Ângelo Torres ... Arão
- Edgar Pêra ... Documentarista
- Miguel Monteiro ... Sr. Vereador
- Alheli Guerrero ... Púrpura
- Ângela Marques ... Menina Odete

## Principais prêmios e indicações
| Ano  | Associações                        | Categoria              | Nomeações                     | Resultado |
| ---- | ---------------------------------- | ---------------------- | ----------------------------- | --------- |
| 2015 | Festival de Cinema Luso-Brasileiro | Melhor Filme           | Rodrigo Areias                | Venceu    |
| 2015 | Festival de Cinema Luso-Brasileiro | Menção Honrosa         | Rodrigo Areias                | Venceu    |
| 2017 | CinEuphoria Awards                 | Melhor Cinematografia  | Jorge Quintela                | Indicado  |
| 2017 | CinEuphoria Awards                 | Melhor Direção de Arte | Ricardo Preto                 | Indicado  |
| 2017 | CinEuphoria Awards                 | Melhor Figurino        | Susana Abreu                  | Indicado  |
| 2017 | CinEuphoria Awards                 | Melhor Maquiagem       | Barbara Brandao               | Indicado  |
| 2018 | Prémios Sophia                     | Melhor Música          | Rita Redshoes e Paulo Furtado | Venceu    |
| 2018 | Prémios Sophia                     | Melhor Canção Original | Rita Redshoes e Paulo Furtado | Indicado  |